# Coln St. Aldwyns
Coln St. Aldwyns – wieś w Anglii, w hrabstwie Gloucestershire, w dystrykcie Cotswold. Leży 34 km na południowy wschód od miasta Gloucester i 119 km na zachód od Londynu.